# Conde de Sebastião de Pinho
O título de Conde Sebastião de Pinho foi criado por decreto de 29 de Julho de 1891 do rei D. Carlos I de Portugal a favor de Sebastião Pinho (1855 - 1914), primeiro titular.

## Biografia
Sebastião Lopes da Costa Pinho (Braga, Portugal, 1855 — Rio de Janeiro, Brasil, 30 de dezembro de 1914), primeiro Conde Sebastião de Pinho.

### Imigração para o Brasil, prestígio e criação de sua fortuna
Ainda jovem, aos dezessete anos, imigrou ao Brasil, chegou à Bahia por volta de 1872. Envolveu-se nos negócios de fumo. Quando viúvo, seus negócios levaram-no ao Rio Grande do Sul, na cidade do Rio Grande, onde casou em segundas núpcias.
Fez fortuna com seus negócios e na década de 1880 passou para o Rio de Janeiro. Após a Proclamação da República, durante o governo de Deodoro da Fonseca, houve uma certa animação industrial e financeira devido a politica econômica implantada pelo ministro Rui Barbosa; aproveitando-se disto Sebastião de Pinho, no fim do século XIX, tinha instalado um complexo industrial (Empresa Industrial Brasileira) em Sapopemba, com a primeira olaria nacional de telhas francesas, primeira fábrica de tecidos de linho, serrarias, alambiques etc, com o nome de Sebastianópolis. Em sua residência possuía farta coleção de quadros e objetos de arte, e foi um dos grandes arrematadores do famoso leilão do acervo do Paço Imperial, sendo que muitas dessas peças ainda permanecem na posse de seus descendentes.
Considerado o maior de todos os especuladores da Crise do Encilhamento, Sebastião Pinho começou a vida como empresário vendedor de bilhetes de loteria no Rio de Janeiro e, em 1890, lançou no mercado ações de 5 companhias e uma delas era chamada de Banco de Paris e Rio. A soma de todos os seus empreendimentos chegou a 295 mil contos de réis (3,2 bilhões de dólares) Tinha na época o que foi considerado a terceira maior fortuna do Brasil, atrás da família Mayrink Veiga e da empresa ferroviária Companhia Estrada de Ferro Leopoldina.
Os milionários do Encilhamento gastaram suas fortunas comprando joias, casas, fazendas e títulos de nobreza. Depois da queda da Monarquia brasileira, essas honrarias passaram a ser oferecidas pelo governo português, o qual cobrava altíssimas somas por elas; dentro deste contexto, Sebastião Pinho seria um dos agraciados com a titulação nobiliárquica de conde conferido por Portugal.  Acabou por exercer grande influência no mundo financeiro de então. O título foi-lhe concedido por Decreto de 9-VII-1891 (D. Carlos), por ter feito um avultado donativo para a fundação de um asilo para inválidos de trabalho na vila de Chamusca (em Portugal), o Asilo Chamusquense, com estatutos aprovados por alvará do Governo Civil de Santarém de 19-II-1892 e hoje integrado na Misericórdia da mesma vila. O conde não tinha quaisquer relações familiares ou outras na Chamusca e aquele donativo deveu-se à sua amizade pelo Dr. João Joaquim Isidro dos Reis, chefe de Repartição da Direção Geral dos Próprios Nacionais, grande influente político no distrito de Santarém e especialmente no concelho da Chamusca, para o qual conseguiu muitos benefícios..
Foi presidente do Banco Paris e Rio e diretor da primeira fase de existência do jornal Diario de Noticias. Ajudou instituições de caridade, protegendo o Asilo das Orfãs da Imperial Sociedade Amante da Instrução, depositando naquela sociedade, em seu nome e de seus amigos, a importância de cerca de cem contos de réis. Tornando-se comerciante e proprietário de terras no Rio de Janeiro, dono de fazendas em Irajá e Sapopemba, então localidades rurais da cidade do Rio de Janeiro. Em Sapopemba pretendia erguer uma vila industrial, projeto que não foi adiante. 

### Crise financeira e consequências
Sendo incorporador das companhias Norte e Oeste do Brasil e Terras e Colonização, fundidas na Empreza Industrial e Colonizadora do Brasil, o Conde Sebastião de Pinho foi apontado como sendo um dos responsáveis pela crise econômica do Encilhamento. Em 1° de junho de 1892 Sebastião de Pinho foi preso preventivamente e recolhido ao Quartel dos Barbonos (atual local do Quartel General da Polícia Militar do Estado do Rio de Janeiro) Tendo negado o seu pedido de habeas corpus na Corte de Apelação, em 14 de junho, seria solto depois por outro pedido de habeas corpus impetrado dessa vez ao Supremo Tribunal Federal, concedido em em 22 de junho.
Sebastião de Pinho seria novamente preso incomunicável no mesmo batalhão em 20 de dezembro de 1892, seu pedido de habeas corpus seria negado em 30 de dezembro de 1892.
No dia 7 de janeiro de 1893, ainda preso, o Conde Sebastião de Pinho fez publicar uma carta no jornal Diario de Noticias, procurando defender-se das acusações. No dia 11 de janeiro Sebastião de Pinho seria solto depois do julgamento favorável do seu pedido de habeas corpus impetrado ao Supremo Tribunal Federal.
Nos últimos anos de sua vida Sebastião Pinho teve a sua saúde financeira abalada devido as inúmeras dívidas contraídas acumuladas após a crise econômica do Encilhamento. Sua efêmera riqueza conquistada na época do Encilhamento foi sucedida por uma longa decadência financeira acompanhada por credores que entravam com ações executivas, pedidos de indenização e outros tipos de recursos judiciais. Foi acusado de ter planejado o extravio dos autos armazenados em cartório de um processo em qual era réu, posteriormente seria absolvido desta acusação em 1900.
O Conde de Sebastião Pinho, endividado, leiloou as terras da então Fazenda Sapopemba, sendo estas arrematadas pelo Banco do Brasil e, finalmente, adquiridas para o Ministério da Guerra. A partir de 1910, a antiga fazenda passou a ser preparada para abrigar grande número de instalações militares e o casarão da fazenda que servia de residia ao conde passou a abrigar dois batalhões devido a sua extensa construção; as terras da fazenda tonaram-se nos bairros de Deodoro e Vila Militar.
No bairro carioca de Laranjeiras, muitos terrenos pertenciam ao Conde Sebastião de Pinho; posteriormente desfez de grande parte desse patrimônio. Alguns desses terrenos localizados no Morro Inglês seriam adquiridos por Eduardo Guinle, nessa propriedade situava-se um palacete pertencente ao conde que seria demolido para dar lugar ao Palácio Guinle, residência de Eduardo e família; chamado atualmente de Palácio Laranjeiras que hoje serve de residência oficial do governador do estado do Rio de Janeiro.
Em 1913 foi executado o alvará de venda dos títulos de cessão de bens Conde de Sebastião Pinho.
Enfermo há quatro meses, desde setembro, Sebastião Pinho veio a falecer em 29 de dezembro de 1914, na cidade do Rio de Janeiro. Seu cortejo fúnebre partiu de sua residência na Rua Alice, 92, no bairro das Laranjeiras, até o Cemitério de São João Batista, no bairro de Botafogo, onde foi sepultado.

## Titulares
1. Sebastião Pinho
O título passou para os descendentes de Zulmira Pinho von Bertrab